# Šimon Bárta

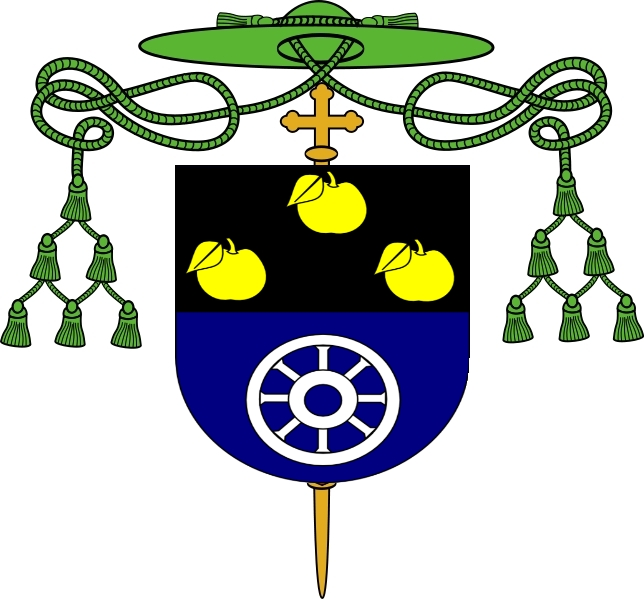
Bártas Bischofswappen

Šimon Bárta (auch: Simon Barta; * 27. Oktober 1864 in Schimutitz, Bezirk Budweis, Österreich-Ungarn; † 2. Mai 1940 in Budweis, Protektorat Böhmen und Mähren) war Bischof von Budweis.

## Leben
Šimon Bárta empfing am 16. März 1889 in Rom die Priesterweihe. Nach einer Kaplanstätigkeit in Sedlitz wirkte er als Katechet in Budweis und Pelhřimov.
Nach dem Tod des Budweiser Bischofs Josef Antonín Hůlka ernannte Papst Benedikt XV. am 16. Dezember 1920 Šimon Bárta zu dessen Nachfolger. Die Bischofsweihe spendete ihm am 20. Februar 1921 in der Budweiser Kathedrale der Prager Erzbischof František Kordač. Zugleich erfolgte die Amtseinführung.
In Bártas Amtszeit fiel 1938 als Folge des Münchner Abkommens die Abspaltung des Sudetenlandes von der Tschechoslowakei. Die überwiegend von Deutschen bewohnten Gebietsteile der Diözese wurden zunächst durch ein bischöfliches Kommissariat in Hohenfurth verwaltet. Mit Wirkung vom 1. Januar 1940 wurden diese Gebiete aufgeteilt und jeweils ein Teil den jenseits der Grenze liegenden deutschsprachigen Bistümern Linz, St. Pölten, Passau und Regensburg zugewiesen. Deren Diözesanbischöfe fungierten als Administratoren für die von Budweis abgespaltenen Gebietsteile.
Šimon Bárta starb am 2. Mai 1940 in Schimutitz. Sein Leichnam wurde auf dem Friedhof der St.-Ottilien-Kirche in Budweis bestattet. Der Budweiser Bischofsstuhl blieb bis 1947 unbesetzt.